# 井上智惠
井上 智惠（いのうえ さとえ、1986年1月27日 - ）は、日本のフリーアナウンサー。

## 来歴
神奈川県藤沢市出身。大学時代にはチアリーディング部と放送部に所属し、エフエム世田谷と横浜コミュニティ放送 (FM salus) で放送される学生ラジオ番組のパーソナリティを務めていた。さらに学外ではミュージカル劇団にも所属していた。
大学を卒業後、2008年から2012年春までNHK徳島放送局のキャスターを、2012年春から2017年3月までNHK水戸放送局のキャスターを務めていた。徳島放送局在籍時にはNHK松山放送局制作のブロックネット番組に、水戸放送局在籍時にはNHK放送センター制作の番組に出演することもあった。
NHKでのキャスターを辞めた後トークナビやNHK文化センターなどと提携しフリーアナウンサーとなる。

## 担当番組
特記のないデータは、すべて2019年6月時点のトークナビ公式プロフィールからの参考。

### NHK徳島放送局
- とくしまi - キャスター、リポーター
- ニュースとくしま610 - 週末イベント情報担当[6]
- とく6徳島 - キャスター、リポーター
- 阿波スペシャル - キャスター

### NHK水戸放送局
- とれたてワイドいばらき - キャスター[7]
- NHKニュースおはよう日本 茨城パート - キャスター
- ひるまえほっと - リポーター
- NHKニュース（NHK-FM）[7]
- いばっチャオ！ - キャスター、リポーター
- 茨城ニュース いば6 - キャスター、リポーター
- 茨城スペシャル - ナレーター